# Cossé-d'Anjou
Cossé-d'Anjou és un municipi francès situat al departament de Maine i Loira i a la regió de País del Loira. L'any 2007 tenia 437 habitants.

## Demografia

### Població
El 2007 la població de fet de Cossé-d'Anjou era de 437 persones. Hi havia 142 famílies de les quals 24 eren unipersonals (8 homes vivint sols i 16 dones vivint soles), 33 parelles sense fills, 69 parelles amb fills i 16 famílies monoparentals amb fills.
La població ha evolucionat segons el següent gràfic:
Habitants censats

### Habitatges
El 2007 hi havia 166 habitatges, 151 eren l'habitatge principal de la família, 10 eren segones residències i 5 estaven desocupats. Tots els 166 habitatges eren cases. Dels 151 habitatges principals, 115 estaven ocupats pels seus propietaris, 34 estaven llogats i ocupats pels llogaters i 3 estaven cedits a títol gratuït; 2 tenien dues cambres, 22 en tenien tres, 35 en tenien quatre i 92 en tenien cinc o més. 124 habitatges disposaven pel capbaix d'una plaça de pàrquing. A 58 habitatges hi havia un automòbil i a 85 n'hi havia dos o més.

### Piràmide de població
La piràmide de població per edats i sexe el 2009 era:
| Homes | Edats   | Dones |
| ----- | ------- | ----- |
| 0     | 95 o +  | 0     |
| 0     | 90 a 94 | 0     |
| 0     | 85 a 89 | 0     |
| 4     | 80 a 84 | 0     |
| 12    | 75 a 79 | 8     |
| 8     | 70 a 74 | 0     |
| 0     | 65 a 69 | 4     |
| 4     | 60 a 64 | 12    |
| 0     | 55 a 59 | 4     |
| 8     | 50 a 54 | 8     |
| 8     | 45 a 49 | 8     |
| 16    | 40 a 44 | 8     |
| 24    | 35 a 39 | 20    |
| 36    | 30 a 34 | 24    |
| 12    | 25 a 29 | 20    |
| 12    | 20 a 24 | 0     |
| 24    | 15 a 19 | 28    |
| 24    | 10 a 14 | 12    |
| 20    | 5 a 9   | 20    |
| 12    | 0 a 4   | 20    |

## Economia
El 2007 la població en edat de treballar era de 283 persones, 229 eren actives i 54 eren inactives. De les 229 persones actives 211 estaven ocupades (128 homes i 83 dones) i 18 estaven aturades (6 homes i 12 dones). De les 54 persones inactives 13 estaven jubilades, 25 estaven estudiant i 16 estaven classificades com a «altres inactius».

### Ingressos
El 2009 a Cossé-d'Anjou hi havia 160 unitats fiscals que integraven 463 persones, la mediana anual d'ingressos fiscals per persona era de 15.136 €.

### Activitats econòmiques
Dels 13 establiments que hi havia el 2007, 1 era d'una empresa de fabricació d'altres productes industrials, 4 d'empreses de construcció, 1 d'una empresa de comerç i reparació d'automòbils, 1 d'una empresa d'hostatgeria i restauració, 3 d'empreses de serveis, 1 d'una entitat de l'administració pública i 2 d'empreses classificades com a «altres activitats de serveis».
Dels 4 establiments de servei als particulars que hi havia el 2009, 1 era un paleta, 1 guixaire pintor, 1 fusteria i 1 restaurant.
L'any 2000 a Cossé-d'Anjou hi havia 26 explotacions agrícoles que ocupaven un total de 1.008 hectàrees.

## Equipaments sanitaris i escolars
El 2009 hi havia una escola elemental.

## Poblacions més properes
El següent diagrama mostra les poblacions més properes.